# Cantón de Candé
El cantón de Candé era una división administrativa francesa, que estaba situada en el departamento de Maine y Loira y la región de Países del Loira.

## Composición
El cantón estaba formado por seis comunas:
- Angrie
- Candé
- Challain-la-Potherie
- Chazé-sur-Argos
- Freigné
- Loiré

## Supresión del cantón de Candé
En aplicación del Decreto n.º 2014-259 de 26 de febrero de 2014, el cantón de Candé fue suprimido el 22 de marzo de 2015 y sus 6 comunas pasaron a formar parte del nuevo cantón de Segré.